# The Sea and Cake
The Sea and Cake är ett amerikanskt indierockband med tydliga jazzinfluenser, som skapades i mitten av 1990-talet i Chicago. Gruppen skapades ur de två splittrade banden Shrimp Boat och Coctails. Namnet The Sea and Cake kommer ifrån sången "The C in Cake" av artisten Gastr del Sol. Sedan de släppte musikalbumet The Fawn 1997 har bandet förlitat sig på elektroniska ljudkällor, såsom trummaskiner och synthar för att färga sin musik, men har behållit sin utpräglade post-jazz stil. John McEntire, som också är medlem i bandet Tortoise och där spelar flera instrument, spelar endast trummor i The Sea and Cake. 
Medlemmarna Sam Prekop och Archer Prewitt har släppt varsina egna soloalbum. Omslagen till skivorna skapas av Eric Claridge, från fotografier av Prekop. Efter ett uppehåll från 2003 släppte gruppen ånyo en ny skiva 2007, Everybody, och från maj 2007 började bandet turnera igen. 

## Diskografi
Album
- The Sea and Cake (1994)
- Nassau (1995)
- The Biz (1995)
- The Fawn (1997)
- Oui (2000)
- One Bedroom (2003)
- Everybody (2007)
- Car Alarm (2008)
- The Moonlight Butterfly (2011)
- Runner (2012)
- Any Day (2018)